# Ungarische Badminton-Mannschaftsmeisterschaft 2014
Die Ungarische Badminton-Mannschaftsmeisterschaft 2014 war die 46. Auflage des Teamwettstreits in Ungarn. Es wurde ein Wettbewerb für gemischte Mannschaften ausgetragen. Meister wurde das Team von Pécsi Multi-Alarm SE.

## Endstand
| Platz | Mannschaft |
| ----- | --- |
| 1.    | Pécsi Multi-Alarm SE (Laura Sárosi, Réka Sárosi, Eszter Zsolt, Henrik Tóth, Dániel Gradwohl, Nikolett Bogdán, Kristóf Horváth, Atthaviroj Karnphop, Gergely Krausz, Dorotea Sutara, Péter Letsch) |
| 2.    | Debreceni TC-DSC-SI |
| 3.    | Honvéd Zrínyi SE |
| 4.    | Bodajki TSE |